# Tomografia computada

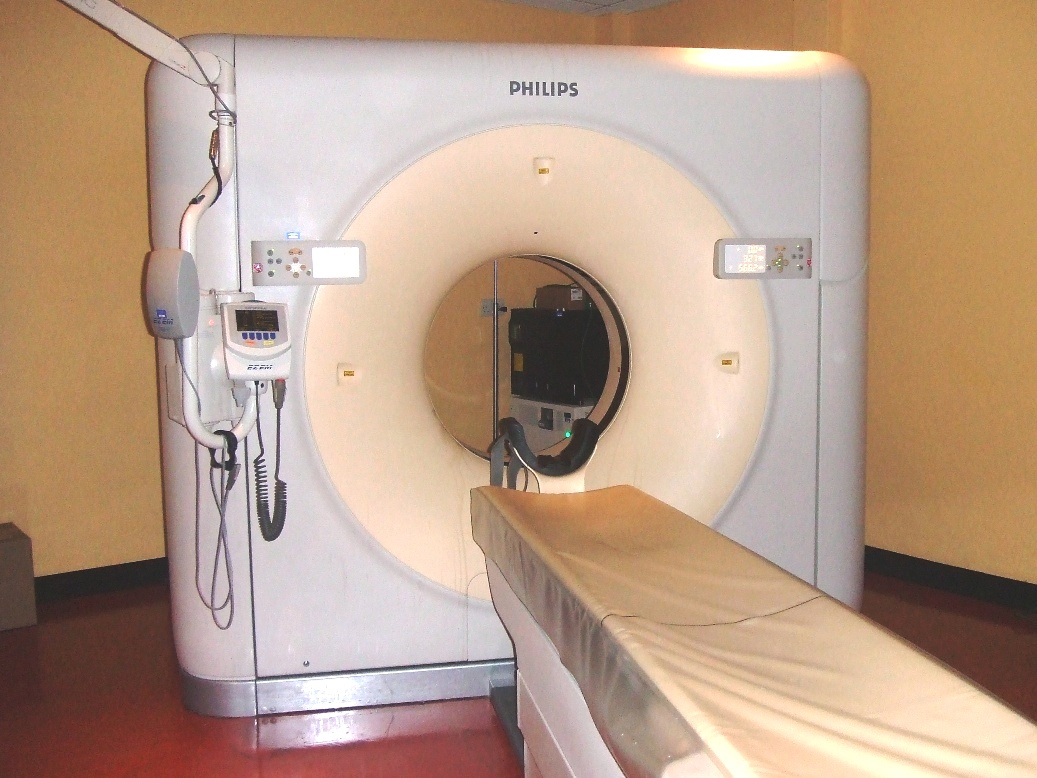
Escàner de tomografia computada

La tomografia computada (TC), abans coneguda com a tomografia axial computada (o TAC, terme que ja no es fa servir perquè actualment es poden obtenir imatges en tots els plans) és un procediment d'exploració radiològica basada en els raigs X.
Tomografia ve del grec  τομον  que significa tall o secció i de  γραφίς  que significa imatge o gràfic. Per tant, la tomografia és l'obtenció d'imatges de talls o seccions d'algun objecte.
La possibilitat d'obtenir imatges de talls tomogràfics reconstruïdes en plans no transversals, ha fet que en l'actualitat es prefereixi anomenar a aquesta tècnica tomografia computada o TC en comptes de TAC.
Funciona col·locant el pacient en un gran anell. Aquest anell conté un tub de raigs X i, directament davant d'ell (a l'altre costat del cap del subjecte), hi ha un detector d'aquest tipus de raigs. El feix de raigs X passa a través de la zona a explorar del pacient, i el detector amida la quantitat de radioactivitat que el travessa. Podríem dir que és una radiografia d'una fina rodanxa obtinguda després de tallar un objecte. L'ordinador rep la informació i traça un dibuix bidimensional d'una secció horitzontal. El subjecte es mou llavors cap amunt o cap avall i obté un registre d'una altra secció de la mateixa zona. Finalment el programari de l'ordinador pot confegir imatges d'altres talls, i fins i tot tridimensionals (3D).
En lloc d'obtenir una imatge de projecció, com la radiografia convencional, la TC obté múltiples imatges en efectuar la font de raigs X i els detectors de radiació moviments de rotació al voltant del cos. La representació final de la imatge tomogràfica s'obté mitjançant la captura dels senyals pels detectors i el seu posterior procés mitjançant algoritmes de reconstrucció.

## Història
En els fonaments d'aquesta tècnica hi van treballar de manera independent l'enginyer electrònic i físic sud-africà nacionalitzat nord-americà Allan McLeod Cormack i l'enginyer electrònic anglès Godfrey Newbold Hounsfield, que dirigia la secció mèdica del Laboratori Central d'Investigació de la companyia EMI. Tots dos van obtenir de forma compartida el Premi Nobel de Fisiologia o Medicina el 1979.
El 1967 Cormack publica els seus treballs sobre la TC sent el punt de partida dels treballs de Hounsfield, que dissenya la seva primera unitat. el 1972 van començar els assajos clínics els resultats van sorprendre a la comunitat mèdica, si bé la primera imatge cranial es va obtenir un any abans.
Els primers cinc aparells es van instal·lar al Regne Unit i els Estats Units, la primera TC d'un cos sencer es va aconseguir el 1974.
En el discurs de presentació del comitè del Premi Nobel es va destacar que previ a l'escàner, "les radiografies del cap mostraven
només els ossos del crani, però el cervell romania com una àrea grisa, cobert per la boirina. Sobtadament la boirina s'ha dissipat ".
En record i com a homenatge a Hounsfield, les unitats que defineixen les diferents densitats dels teixits estudiades en TC es denominen  unitats Hounsfield .
El 2017 es desenvolupà un tomografia microcomputada amb una resolució espacial d'entre 10 i 100 μm utilitzant CO₂ per a immobilitzar als éssers vius sense matar-los. Aquesta tècnica serveix per a fer tomografies a petits éssers vius.

## Principi de funcionament

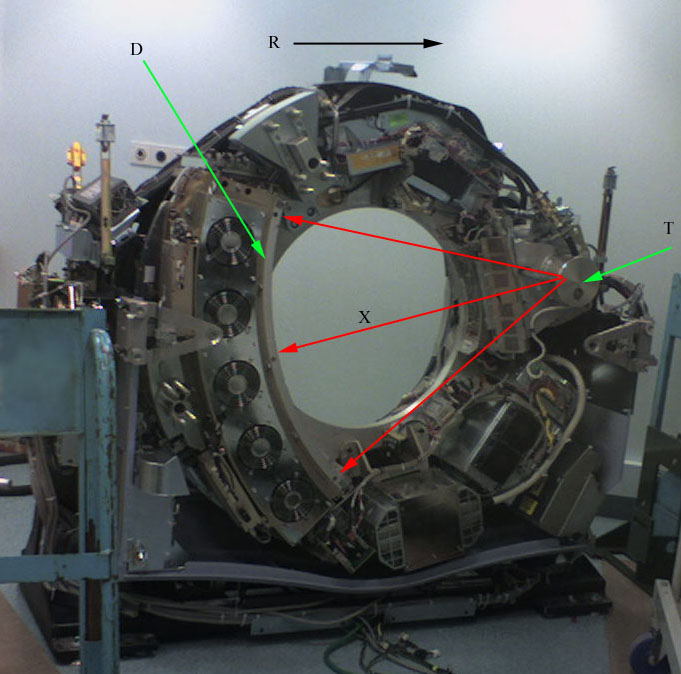
Interior d'un tomògraf axial computat.

L'aparell de TC emet feixos de raigs X que incideixen sobre l'objecte que s'estudia. La radiació que no ha estat absorbida per l'objecte és recollida pels detectors. Després l'emissor del feix, que tenia una orientació determinada (per exemple, estrictament vertical a 90°) canvia la seva orientació (per exemple, fes oblic a 95º). Aquest espectre també és recollit pels detectors. L'ordinador 'suma' les imatges, promitjant-les. Novament, l'emissor canvia la seva orientació (segons l'exemple, uns 100º d'inclinació). Els detectors recullen aquest nou espectre, ho 'sumen' als anteriors i 'promitgen' les dades. Això es repeteix fins que el tub de raigs i els detectors han donat una volta completa, moment en què es disposa d'una imatge tomogràfica definitiva i fiable.
Per comprendre què fa l'ordinador amb les dades que rep el millor és examinar el diagrama que s'aprecia línies a baix.
| Figura 1 | La figura '1 'representa el resultat en imatge d'una sola incidència o projecció (vertical, a 90°). Es tracta d'una representació esquemàtica d'un membre, per exemple una cuixa. El color negre representa una densitat elevada, la de l'os. El color gris representa una densitat mitjana, els teixits tous (músculs). |
| Figura 4 | A la figura '4 'l'ordinador disposa de dades de quatre incidències: 45°, 90°, 135º i 180°. Els perfils de la imatge són octogonals, el que l'aproximen molt més als contorns circulars de l'objecte real. |

Quan ha estat reconstruït el primer tall, la taula on l'objecte reposa avança (o retrocedeix) una unitat de mesura (fins a menys d'un mil·límetre) i el cicle torna a començar. Així s'obté un segon tall (és a dir, una segona imatge tomogràfica) que correspon a un pla situat a una unitat de mesura del tall anterior.
A partir de totes aquestes imatges transversals (axials) un computador reconstrueix una imatge bidimensional que permet veure seccions de la cama (o l'objecte d'estudi) des de qualsevol angle. Els equips moderns permeten fins i tot fer reconstruccions tridimensionals. Aquestes reconstruccions són molt útils en determinades circumstàncies, però no s'empren en tots els estudis, com podria semblar. Això és així perquè el maneig d'imatges tridimensionals no deixa de tenir els seus inconvenients.
Un exemple d'imatge tridimensional és la imatge 'real'. Com gairebé tots els cossos són opacs, la interposició de gairebé qualsevol cos entre l'observador i l'objecte que es desitja examinar fa que la visió d'aquest es vegi obstaculitzada. La representació de les imatges tridimensionals seria inútil si no fos possible aconseguir que qualsevol tipus de densitat que es triï no es vegi representada, de manera que determinats teixits es comporten com transparents. Tanmateix, per veure completament un òrgan determinat és necessari mirar-lo des de diversos angles o fer girar la imatge. Però fins i tot llavors veuríem la seva superfície, no el seu interior. Per veure el seu interior hem de fer-ho a través d'una imatge de tall associada al volum i així i part de l'interior no sempre seria visible. Per aquesta raó, en general, és més útil estudiar una a una totes les imatges consecutives d'una seqüència de talls de recórrer a reconstruccions en bloc de volums, encara que a primera vista siguin més espectaculars.

## Fonament tècnic
Les fórmules matemàtiques per reconstruir una imatge tridimensional a partir de múltiples imatges axials planes van ser desenvolupades pel físic J. Radon, nascut a Àustria el 1887.
Després dels seus treballs les fórmules existien (Transformada de Radon), però no així l'equip de raigs X capaç de fer múltiples "talls" ni la màquina capaç de fer els càlculs automàticament.
Per aplicar-lo a la medicina va caldre esperar al desenvolupament de la computació i de l'equip adequat que barregés la capacitat d'obtenir múltiples imatges axials separades per petites distàncies, emmagatzemar electrònicament els resultats i tractar-los. Tot això ho va fer possible el britànic G. H. Hounsfield en els anys 70.

## Usos de la TC

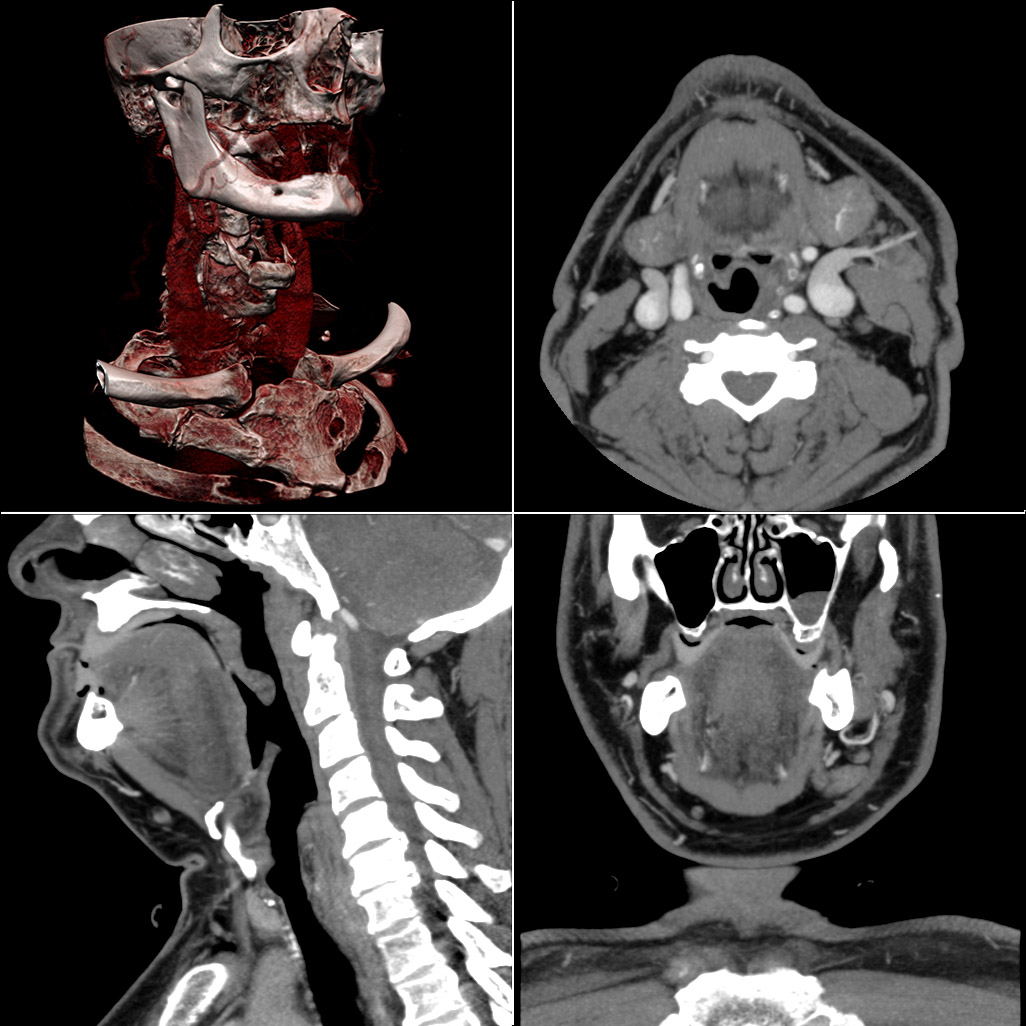
Pantalla típica del programari de diagnòstic, mostrant una vista 3D i tres vistes MPR.

La TC es fa servir en el diagnòstic de diferents patologies:
- Tumors (benignes i malignes).
- Infarts.
- A més a nivell del cervell:
  - Hidrocefàlia.
  - Malalties degeneratives, com l'esclerosi múltiple.

La TC, és una exploració o prova radiològica molt útil per l'estudi d'extensió dels càncers especialment a la zona craneana, com el càncer de mama, càncer de pulmó i càncer de pròstata o la detecció de qualsevol càncer a la zona nasal els quals en la seva etapa inicial poden estar ocasionant al·lèrgia o rinitis crònica. Un altre ús és la simulació virtual i planificació d'un tractament del càncer amb radioteràpia és imprescindible l'ús d'imatges en tres dimensions que s'obtenen de la TC.
Les primeres TC van ser instal·lades a Espanya a finals dels anys 70 del segle xx. Els primers TC servien només per estudiar el crani, va ser amb posteriors generacions d'equips quan va poder estudiar-se el cos complet. Al principi era una exploració cara i amb poques indicacions d'ús. Actualment és una exploració de rutina de qualsevol hospital, havent-se abaratit molt els costos. Ara amb la TC helicoïdal, els talls presenten major precisió distingint millor les estructures anatòmiques. Les noves TC multicorona o multitall incorporen diversos anells de detectors (entre 2 i 320), el que augmenta encara més la rapidesa, obtenint imatges volumètriques en temps real.
Esquema d'una TC de quarta generació. El tub gira dins el  gantry  que conté múltiples detectors en tota la seva circumferència. La taula amb el pacient avança progressivament mentre es realitza la disparada.
Entre els avantatges de la TC es troba que és una prova ràpida de realitzar, que ofereix nitidesa d'imatges que encara no s'han superat amb la ressonància magnètica nuclear com és la visualització de ganglis, os, etc. i entre els seus inconvenients se cita que la majoria de vegades és necessari l'ús de contrast intravenós i que en utilitzar raigs X, es reben dosis de radiació ionitzant, que de vegades no són menyspreables. Per exemple en una TC abdominal, es pot rebre la radiació de més de 500 radiografies de tòrax, l'equivalent de radiació natural de més de cinc anys.

## Exemples
Un gràfic de volum mostra clarament els ossos de gran densitat.

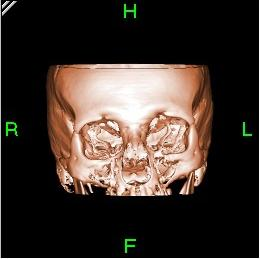
Ossos reconstruïts en 3D

Després d'usar una eina de segmentació per ocultar els ossos, els vasos sanguinis anteriorment ocults, queden exposats.

## Beneficis
Entre els avantatges de la TC es troba que és una prova ràpida de realitzar no invasiva i indolora, que ofereix nitidesa d'imatges per a la visualització de ganglis, os, etc. Permet, a diferència de la ressonància magnètica nuclear, realitzar imatges a pacients portadors de cossos metàl·lics (pròtesis, material d'osteosíntesi), tot i que produeixen artefactes. Mitjançant la visualització a través de l'exploració per TC es poden diagnosticar nombroses causes de dolor abdominal amb una alta precisió, la qual cosa permet aplicar un tractament ràpid i sovint elimina la necessitat de procediments de diagnòstic addicionals i més invasius. Quan el dolor es produeix a causa d'una infecció i inflamació, pot reduir el risc de complicacions greus causades per la perforació de l'apèndix o el trencament del diverticle i la consegüent propagació de la infecció.
Un avantatge important de la TC és la seva capacitat d'obtenir imatges d'ossos, teixits tous i vasos sanguinis al mateix temps, a diferència dels raigs X convencionals. També és menys sensible al moviment de pacients que la ressonància magnètica nuclear i es pot realitzar portant un implant de dispositiu mèdic de qualsevol tipus.
Aquest tipus de diagnòstic per imatges proporciona imatges en temps real, fent d'aquest una bona eina per guiar procediments mínimament invasius, com ara biòpsies per aspiració i aspiracions per agulla de nombroses àrees del cos, particularment els pulmons, l'abdomen, la pelvis i els ossos. En general, els raigs X utilitzats en les exploracions per TC no tenen efectes secundaris.

## Riscos
Entre els seus inconvenients se cita que la majoria de vegades és necessari l'ús de contrast intravenós i que en utilitzar raigs X, es reben dosis de radiació ionitzant, que de vegades no són menyspreables. Per exemple en una TC abdominal, es pot rebre la radiació de més de 50 radiografies de tòrax, l'equivalent de radiació natural de més de cinc anys.
La tomografia axial computada  ( TAC ), o  tomografia computada  ( TC ), també anomenada  escàner , és una tècnica d'imatge mèdica que utilitza radiació X per obtenir talls o seccions d'objectes anatòmics amb fins diagnòstics.
Sempre hi ha una petita possibilitat de càncer, cataractes, malalties circulatòries, i dany cognitiu, a conseqüència de l'exposició excessiva a la radiació, però el dany a l'ADN de cada cèl·lula irradiada és cert. Alguns dels danys en l'ADN és reparat pels mecanismes de la cèl·lula, però alguns no es repara, i causen malalties relacionades amb els gens que no van ser reparades. El benefici d'un diagnòstic exacte han de sospesar davant els riscos.
La dosi efectiva de radiació i la dosi de radiació absorbida a partir d'aquest procediment és diferent segons la màquina, ia la part del cos escanejada, i va variar en algunes màquines provades d'aproximadament 1-10 mSv, i des d'aproximadament 10-140 mgy per una sola anàlisi. De vegades, més d'una exploració es realitza al mateix temps, una amb i altra sense agent de contrast, que el doble de la dosi. La dosi efectiva és d'aproximadament la mateixa proporció que una persona mitjana rep de radiació de fons en tres anys, però la dosi absorbida pot ser aproximadament la mateixa proporció que la part del cos que rep de radiació de fons en 60 anys.
Les dones sempre han d'informar al seu metge i al tecnòleg de raigs X o TC si existeix la possibilitat que estiguin embarassades.
En general, el diagnòstic per imatges per TC no es recomana per a les dones embarassades tret que sigui mèdicament necessari a causa del risc potencial per al nadó.
Les mares en període de lactància han d'esperar 24 hores després que hagin rebut la injecció intravenosa del material de contrast abans de poder tornar a alletar.
El risc d'una reacció al·lèrgica greu al material de contrast que conté iode molt poques vegades passa, i els departaments de radiologia estan bé equipats per tractar aquestes reaccions.
Com que els nens són més sensibles a la radiació, se'ls ha de sotmetre a un estudi per TC únicament si és fonamental per realitzar un diagnòstic i no se'ls ha de fer estudis per TC en forma repetida tret que sigui absolutament necessari.

## Imatges

Talls axials (horitzontals) d'un crani: Ocupació del si maxil·lar dret (que apareix a l'esquerra)
- TC de tot el tronc, mostrant-se un tumor de Wilms d'11 cm del ronyó dret (apareix a l'esquerra, als 2 segons) d'un pacient 13 mesos d'edat.
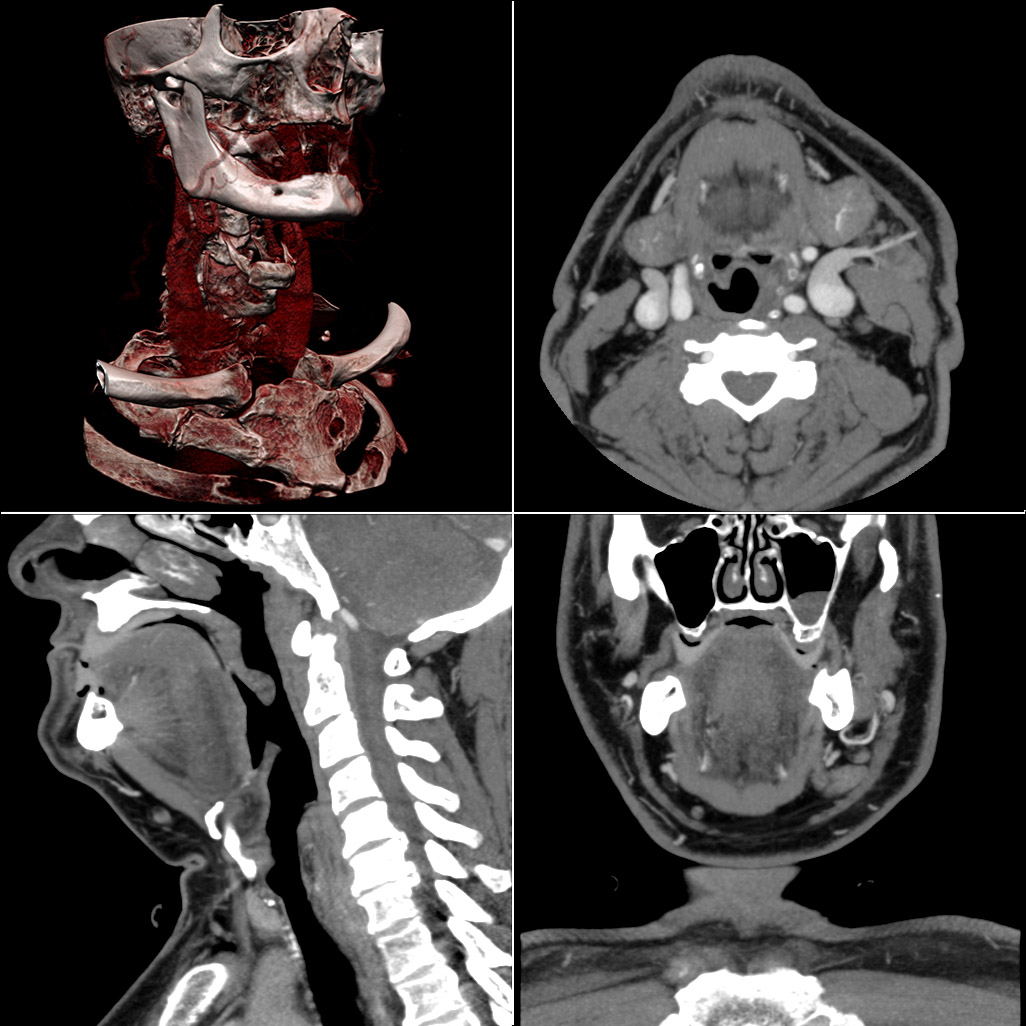
TC cranial; dalt a l'esquerra: representació 3D; dalt a la dreta: tall axial, a sota a l'esquerra: tall sagital, baix a la dreta: tall frontal
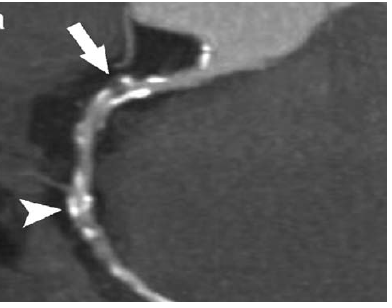
Angiografia per TC amb l'aterosclerosi clarament recognoscible (les calcificacions arterials apareixen en blanc)